# Jesse Lee Kercheval
Jesse Lee Kercheval (Fontainebleau, 1956) es una escritora, poeta y traductora estadounidense.

## Biografía
Kercheval nació en Fontainebleau, Francia, de padres estadounidenses. Creció en Cocoa (Florida), cerca del Centro espacial John F. Kennedy durante los años del programa lunar Apolo. Estudió historia y literatura en la Universidad Estatal de Florida y obtuvo la Maestría en Bellas Artes en Inglés del Programa en Escritura Creativa (Iowa Writers' Workshop).
Es emérita professora de Inglés en la Universidad de Wisconsin-Madison donde fue la directora fundadora de la Maestría en Bellas Artes en Escritura Creativa.
Antes de la pandemia vivía parte del año en Montevideo, Uruguay, trabajando en proyectos literarios.

## Obra
Kercheval ha escrito cuentos (The Dogeater, The Alice Stories), novelas (The Museum of Happiness, My Life as a Silent Movie) y poesía (Dog Angel, Film History as Train Wreck, Cinema Muto), un libro sobre la escritura (Building Fiction) y memorias de su juventud (Space).
Ha escrito poemas de lengua española que han sido publicados en revistas literarias como Prairie Schooner y el Los Angeles Review y ha traducido la obra de poetas uruguayos al inglés. Por ejemplo las traducciones de Kercheval de Agustín Lucas, Tatiana Oroño, y Circe Maia han aparecido en las revistas literarias Ploughshares, Guernica, Boston Review, Agni, American Literary Review, American Poetry Review, y The New Yorker.
Ha editado una antología bilingüe de la poesía uruguaya que será publicado con el título América Invertida: an anthology of younger Uruguayan poets. Incluirá la poesía de Luis Miguel Avero, Martín Barea Mattos, Horacio Carvallo, Martín Cerisola, Laura Cesarco Eglin, Andrea Durlacher, Javier Etchevarren, Victoria Estol, Paola Gallo, El Hoski, Leonardo Lesci, Agustín Lucas, Elisa Mastromatteo, Alex Piperno, Alicia Preza, Sebastián Rivero, Fabián Severo, Paula Simonetti, Francisco Tomisch, y Karen Wild.

### Libros
- 1987, The Dogeater, Columbia, University of Missouri Press, 1987.
- 1993, The Museum of Happiness, Boston, Faber and Faber, 1993.
- 1997, Building Fiction, Cincinnati, Ohio: Story Press, 1997.
- 1998, Space: A Memoir , Algonquin Books of Chapel Hill.
- 1999, World as Dictionary, Pittsburgh, Carnegie Mellon University Press.
- 2004, Dog Angel, Pittsburgh, University of Pittsburgh Press.
- 2005, Chartreuse, Venice, CA,  Hollyridge Press.
- 2006, Film History as Train Wreck, New York, Center for Book Arts.
- 2007, The Alice Stories, Lincoln, University of Nebraska Press.
- 2009, Cinema Muto, Carbondale, Southern Illinois University Press
- 2010, Brazil, a novella, Cleveland, Cleveland State University Poetry Center
- 2013, My Life as a Silent Movie, Bloomington, Indiana University Pres
- 2014, Torres/Towers, Montevideo, Editorial Yauguarú
- 2015,Extranjera, Montevideo, Editorial Yauguarú
- 2019, Underground Women, Madison, University of Wisconsin Press.
- 2019, America that island off the coast of France, North Adams, Tupelo Press.
- 2019, Jabko, Bratislava, FACE.
- 2019, Year by Year: a life, Chicago, Dancing Girl Press.
- 2020, La crisis es el cuerpo, Buenos Aires, Editorial Bajo la luna.
- 2023, I Want to Tell You, Pittsburgh, University of Pittsburgh.
- 2023, Un pez dorado no te sirve para nada (A Goldfish buys you nothing), Montevideo, Editorial Yauguarú.
- 2024, French Girl, Grass Valley, California, Fieldmouse Press.

### Edición y Traducción
- 2015, The Invisible Bridge (poemas de Circe Maia), University of Pittsburgh Press.
- 2016, América invertida: An Anthology of Emerging Uruguayan Poets, University of New Mexico Press.
- 2019, Tierra, cielo y agua: antología de poesía medio ambiental, Montevideo, Editorial Yaguarú.
- 2019, Trusting on the Wide Air, New Orleans, Dialogos Books.
- 2019, Reborn in Ink (poemas de Laura Cesarco Eglin), Washington D. C., The Word Works.
- 2019, Fable of an Inconsolable Man (poemas de Javier Etchevarren), Notre Dame IN, Action Books.
- 2019, Mis Razones: mujeres poetas del Uruguay (ensayos), Biblioteca Nacional de Uruguay.
- 2020, Still Life with Defeats (poemas de Tatiana Oroño), Buffalo NY, White Pine Press.
- 2020, Night in the North (poemas de Fabián Severo), Latrobe PA, Eulalia Books
- 2020, Voice and Shadow (poemas de Luis Bravo), New Orleans, Dialogos Books
- 2020, Poemas de Amor (poemas de Idea Vilariño), University of Pittsburgh Press.
- 2023, Memoria y Reescritura = Memory Rewritten (poemas de Mariella Nigro), Buffalo NY, White Pine.
- 2023, Flores Raras [escondido país] poesía de mujeres uruguayas, Montevideo, Editorial Yaguarú.
- 2023, A Sea at Dawn (poemas de Silvia Guerra), Eulalia Books.